# صغر الكريات الحمر
صغر الكريات الحمر (بالإنجليزية: microcytosis)‏هي إحدى حالات تفاوت حجم الكريات الحمراء، حيث يكون متوسط حجم الكريات أقل من الطبيعي. غالباً ما يتم اكتشاف هذه الحالة صدفةً في مرضى خالين من الأعراض من خلال نتائج العد الدموي الشامل.

## الأسباب
أكثر المسببات شيوعاً هي فقر الدم الناجم عن نقص الحديد، وسمات الثلاسيميا. بعض المسببات الأخرى تشمل انيميا الأمراض المزمنة، التسمم بالرصاص، فقر الدم العنكبوتي.

## التشخيص
ينصح بإجراء فحص الفريتين كأول إجراء مختبري، حيث تشير النتائج المنخفضة إلى نقص في الحديد.